# آيك بورسافاج
آيك بورسافاج (بالإنجليزية: Ike Borsavage)‏ مواليد 25 يوليو 1924 في بليموث، بنسيلفانيا - الوفاة 10 يناير 2014، كان لاعب كرة سلة أمريكي. بدأ مسيرته الاحترافية في سنة 1949. تم اختياره من قبل فريق غولدن ستايت ووريورز خلال الدرافت. حمل الرقم 19. بلغ طوله 6 قدم 8 بوصة (2.0 م). اعتزل اللعب في 1952.

## روابط خارجية
- آيك بورسافاج على موقع إن بي أي (الإنجليزية)
- آيك بورسافاج على موقع سبورتس رفرنس (الإنجليزية)
- آيك بورسافاج على موقع كلية كرة السلة في سبورتس رفرنس.كوم (الإنجليزية)
- آيك بورسافاج على موقع ريلجم (الإنجليزية)